# 파주 혜음원지
파주 혜음원지(坡州 惠蔭院址)는 대한민국 경기도 파주시 광탄면에 있는 고려시대의 관아 유적지이다. 2002년 9월 16일 경기도의 기념물 제181호로 지정되었다가, 2005년 6월 13일 대한민국의 사적 제464호 파주용미리혜음원지로 승격되었고, 2011년 7월 28일 현재의 명칭으로 변경되었다.

## 개요
《동문선(東文選)》 권64에 김부식이 지은 〈혜음사신창기〉(惠陰寺新創記)에는 혜음원의 창건배경과 그 과정, 창건과 운영의 주체, 왕실과의 관계 등을 기록하고 있는 문헌이다. 이에 의하면 혜음원은 남경과 개성간을 통행하는 관료 및 백성의 안전과 편의를 위하여 고려 예종 17년(1122)에 건립된 국립숙박시설이며 국왕의 행차에 대비하여 별원(別院)도 축조되었다고 전한다.
고려 및 조선시대에 중요한 교통로로 이용되었던 혜음령이라는 명칭의 유래에서 그 위치가 추정되어 오다가 1999년 주민의 제보에 의해 행해진 조사에서 「惠蔭院」이라고 새겨진 암막새가 수습됨에 따라 현재의 위치를 확인하게 되었으며 이로부터 2004년까지 지속적으로 발굴조사가 실시되었다.
전체 경역은 원지, 행궁지, 사지로 구성되었을 것으로 생각되고 있으며, 현재까지의 발굴조사 결과, 동서 약 104m, 남북 약 106m에 걸쳐 9개의 단(段)으로 이루어진 경사지에 27개의 건물지를 비롯하여 연못지, 배수로 등의 유구와 금동여래상, 기와류, 자기류, 토기류 등의 많은 유물이 확인되었다.
혜음원지는 문헌과 유구, 유물을 통해 원(院)의 구조와 형태, 운영실태를 보여줄 뿐만 아니라 왕실, 귀족, 평민 등 각 계층의 생활양식을 전해주는 유적으로서 고려 전기 건축 및 역사 연구에 귀중한 자료이다.

## 지정 사유
혜음원(惠蔭院)은 고려 예종 때 남경과 개성간을 통행하는 관료 및 백성의 안전을 위해 창건된 국립숙박시설로서 인종 이후에는 왕이 숙박하는 행궁으로서의 역할도 수행하였다고 전하며, 2001년 이후 지속적인 발굴조사 결과 건물지, 연못지, 배수로 등의 유구와 금동여래상, 기와류 등 많은 유물이 출토되어 고려 시대 각 계층의 생활양식을 파악할 수 있는 자료로 평가되는 중요한 유적이다.

## 같이 보기
- 혜음원
- KBS역사스폐설 대발견! 고려국립호텔 혜음원
- 벽제관 전투
- 휴게소

## 참고 문헌
- 한국의 사지(上) 보관됨 2016-09-15 - 웨이백 머신, 문화재청, 2011-03-17

## 참고 자료
- 파주 혜음원지 - 국가유산청 국가유산포털